# Knjiga o ljekovitu bilju
Knjiga o ljekovitu bilju (Liber de simplicibus), hrvatski botanički rječnik. Prvi je u hrvatskoj sredini višejezični, terminološki i slikovni rječnik s hrvatskim nazivljem. Sastavio ga je talijanski liječnik Niccolò Roccabonella  (1386. − 1459.). Rječnik je izvrsno likovno opremljen. Roccabonella je upisao nazive ljekovitoga bilja na arapskom, grčkom, latinskom, hrvatskom i njemačkom jeziku. Hrvatska građa je na čakavskom narječju i unio ju je dok je sredinom 15. stoljeća boravio u Zadru. Djelo je ostalo neobjavljeno.